# Nuditheca dalli
Nuditheca dalli är en nässeldjursart som först beskrevs av Clark 1876.  Nuditheca dalli ingår i släktet Nuditheca och familjen Halopterididae. Inga underarter finns listade i Catalogue of Life.